# Звичайний злочинець
Звичайний злочинець — кримінальна комедія 2000 року.

## Синопсис
Пограбування — це те, що Майкл Лінч завжди робить блискуче. Він грабує банки один за одним, не залишаючи поліції жодних шансів. Копи збиваються з ніг, ганяючись за ним, але не мають за що зачепитись! Всі знають, що він очолює злочинну групу, однак посадити його за ґрати не вдається нікому! Лінч хитрий та винахідливий. Він — геніальний грабіжник. Йому віддані свої і його ненавидять чужі. І Лінчу безсумніву подобається таке життя, життя в якому він герой.